# Districte de Toggenburg
El Districte de Toggenburg és un dels 8 cercles administratius (en alemany walkreis) del Cantó de Sankt Gallen (Suïssa). Té una població de 45051 habitants (cens de 2007) i una superfície de 488,75 km². Està format per 16 municipis.

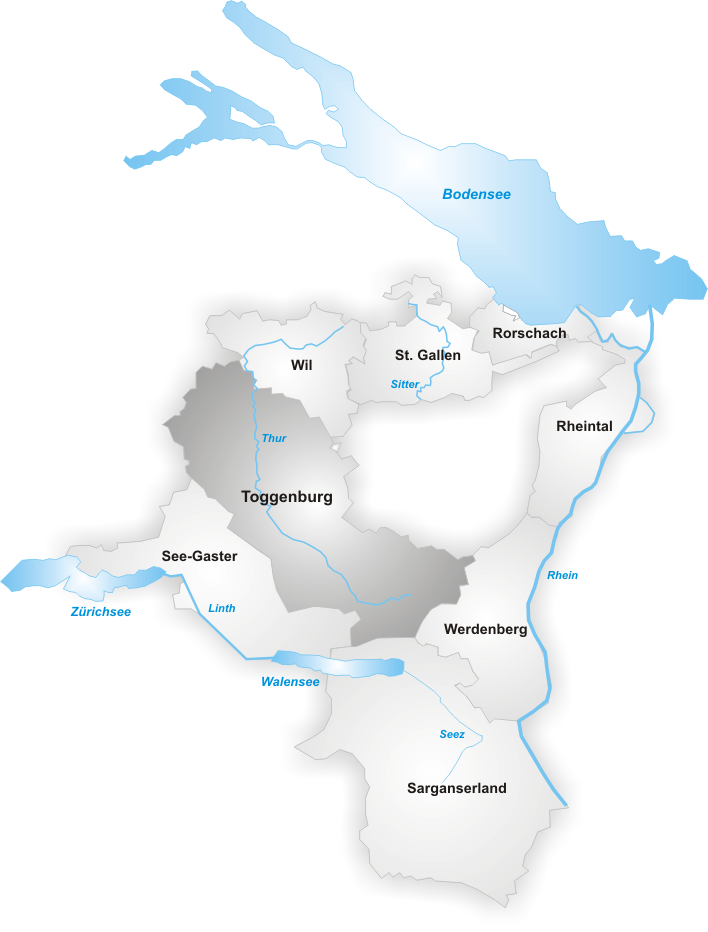
El districte de Toggenburg

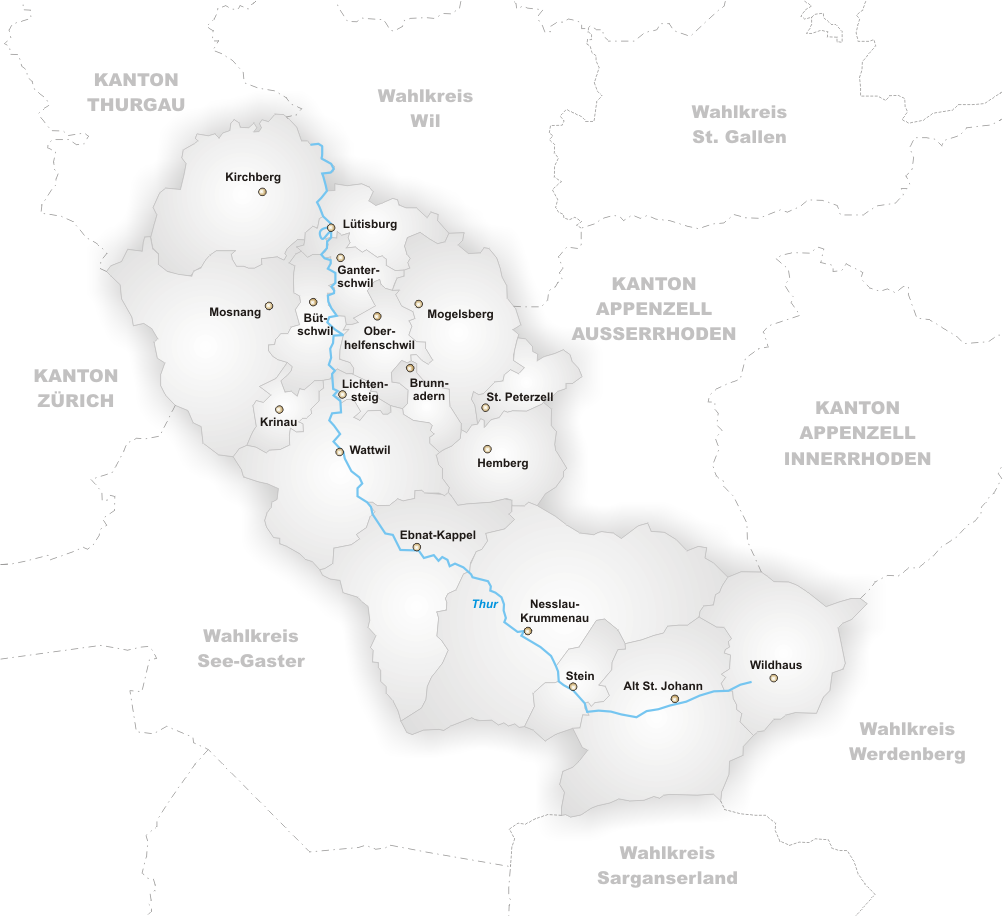
Municipis del districte de Toggenburg

## Municipis
| Escut             | Nom               | Població (Dez. 2007) | Superfície in km² | Núm. SFOS |
| ----------------- | ----------------- | -------------------- | ----------------- | --------- |
| Alt St. Johann    | Alt Sankt Johann  | 1431                 | 53.10             | 3351      |
| Bütschwil         | Bütschwil         | 3368                 | 13.79             | 3391      |
| Ebnat-Kappel      | Ebnat-Kappel      | 4937                 | 43.57             | 3352      |
| Ganterschwil      | Ganterschwil      | 1173                 | 8.01              | 3403      |
| Hemberg           | Hemberg           | 952                  | 20.15             | 3372      |
| Kirchberg         | Kirchberg         | 8107                 | 42.59             | 3392      |
| Krinau            | Krinau            | 270                  | 7.23              | 3373      |
| Lichtensteig      | Lichtensteig      | 1896                 | 2.82              | 3374      |
| Lütisburg         | Lütisburg         | 1364                 | 14.09             | 3393      |
| Mosnang           | Mosnang           | 2920                 | 50.46             | 3394      |
| Neckertal         | Neckertal         | 4221                 | 49.03             | 3378      |
| Nesslau-Krummenau | Nesslau-Krummenau | 3367                 | 80.63             | 3358      |
| Oberhelfenschwil  | Oberhelfenschwil  | 1350                 | 12.68             | 3375      |
| Stein             | Stein             | 374                  | 12.24             | 3356      |
| Wattwil           | Wattwil           | 8136                 | 43.93             | 3377      |
| Wildhaus          | Wildhaus          | 1185                 | 34.43             | 3357      |
|                   | Total (16)        | 45'051               | 488.75            | 1727      |

## Fusions de municipis

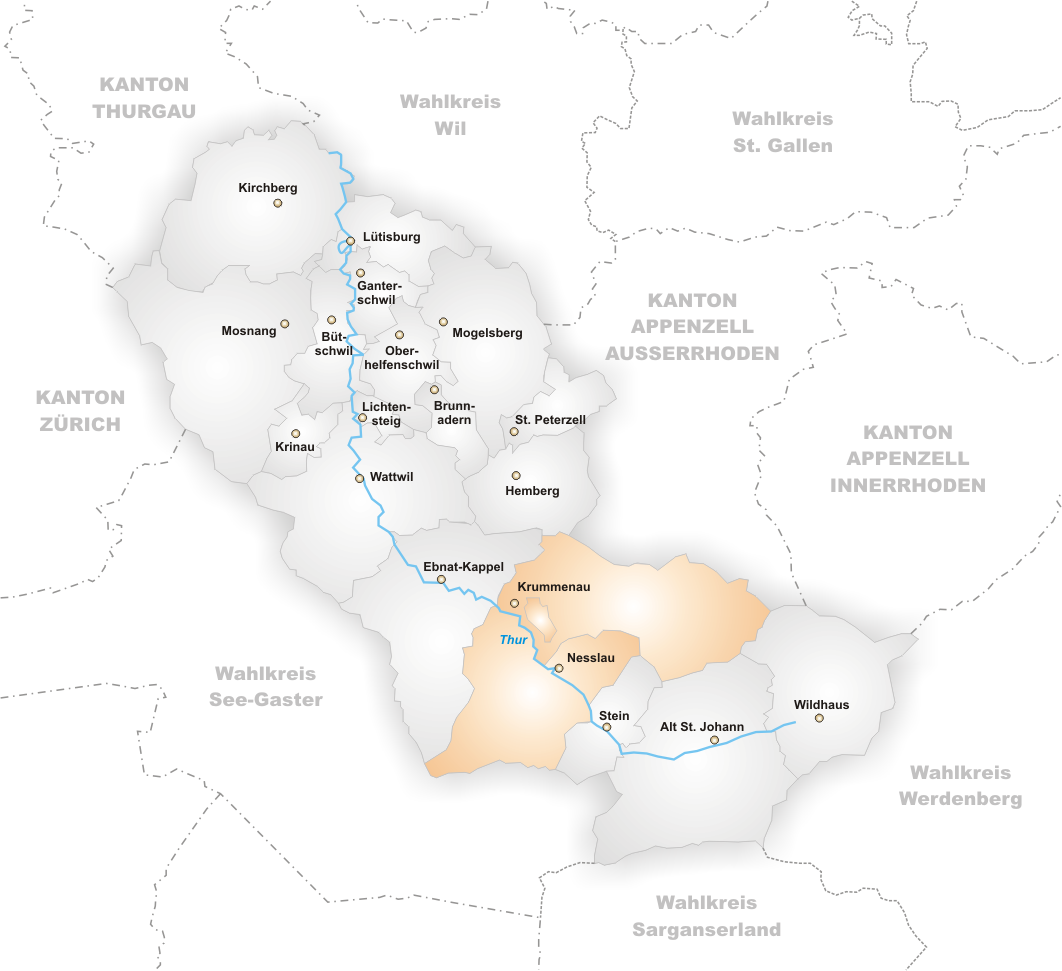
Municipis el 2004
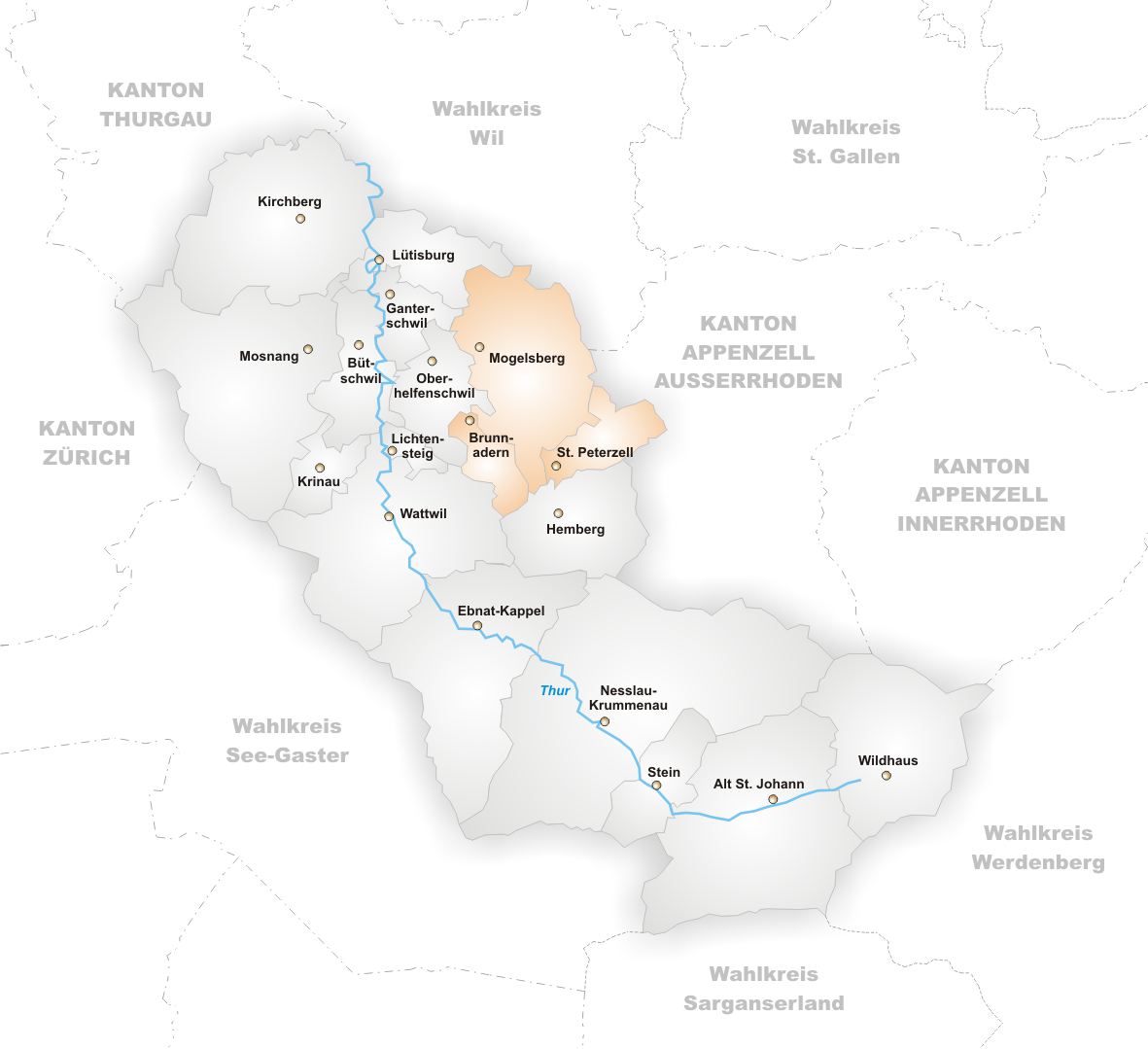
Municipis el 2008

### Municipis
- 2005: Krummenau i Nesslau → Nesslau-Krummenau
- 2009: Brunnadern, Mogelsberg i St. Peterzell → Neckertal